# 清水勇
清水 勇（しみず いさむ、1925年10月16日 - 2010年1月14日）は、日本の政治家。元日本社会党衆議院議員(6期)。

## 来歴
長野県長野市出身。1944年早稲田高等工学校機械工学科卒。1944年大日本機械に入社し、応召・復員後、印刷工となる。1949年印刷出版労組長野県支部書記長から、1957年長野県労評事務局長、1966年同議長。1976年の総選挙で旧長野1区から社会党公認で立候補し、初当選し以後6期務めた。1979年社会党政策審議会副会長、1982年衆議院予算委員、1984年社会党国会対策副委員長、同産業貿易政策委員長を務める。1993年の総選挙で落選し、政界を引退。1995年、勲二等旭日重光章受章。2010年1月14日死去。叙正四位。